# Canthylidia cramboides
Canthylidia cramboides är en fjärilsart som beskrevs av Achille Guenée 1852. Canthylidia cramboides ingår i släktet Canthylidia och familjen nattflyn. Inga underarter finns listade i Catalogue of Life.